# Thureos

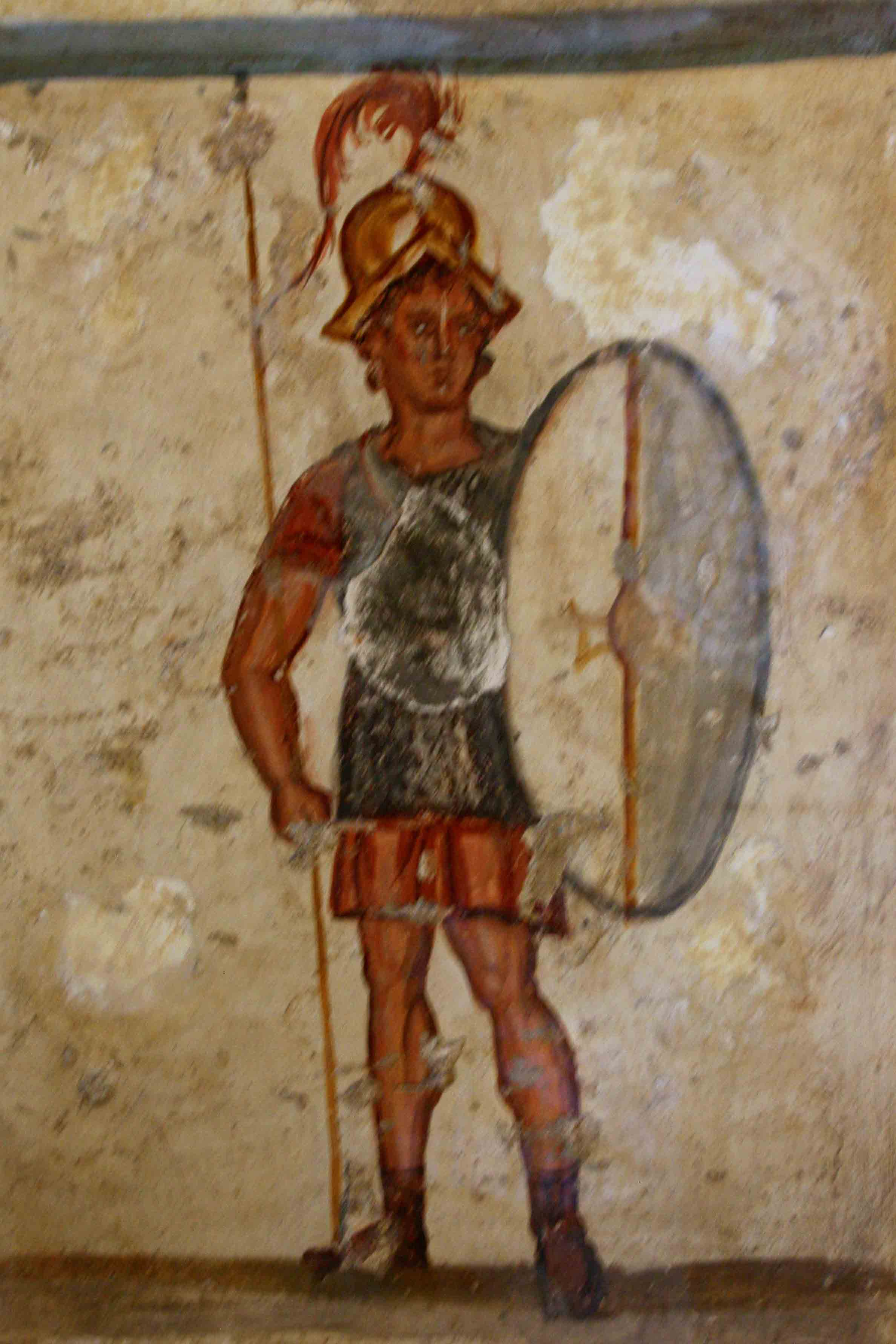
Esempio di thueros preso da un affresco del Museo Archeologico di Istanbul

Il Thureos è stato un grande scudo ovale comunemente utilizzato dagli eserciti ellenistici del III secolo a.C. 
Fu adottato dai Galati, ma probabilmente i primi utilizzatori furono gli Illiri, in seguito fu utilizzato dai Traci prima di diventare di uso comune in Grecia. Le truppe che portavano questi scudi erano conosciuti come thureophoroi. Era realizzato in legno rivestito di pelle e aveva un umbone metallico nel centro. Veniva afferrato attraverso un'impugnatura centrale. Alcune varianti dello scudo erano quasi rettangolari. Il termine thureos ha origine dalla parola greca per "porta", a causa della sua somiglianza con essa.

## Descrizione
Questo scudo ovale era costruito in legno e rivestito in pelle. In alcune varianti il thureos era quasi rettangolare. L'umbone centrale era in ferro e in alcuni casi dotato esteriormente di spine per sferrare colpi con esso. I bordi erano rinforzati con bronzo o ferro, in tal modo i fendenti di spada erano facilmente bloccabili. Il piatto posteriore era dotato di una cintura di pelle, il che facilitava di molto il trasporto per le lunghe marce. Il thureos era leggermente più pesante del pelta e per questo motivo veniva impiegato dalla fanteria pesante. Le insegne dell'esercito erano solitamente dipinte sul piatto frontale.